# SPAR
SPAR (in Italia: DESPAR) è una società cooperativa fondata nei Paesi Bassi nel 1932, con la finalità di unire in un'unica catena commerciale numerosi negozi al dettaglio, con lo stesso nome e con l'unico marchio, sebbene ogni associato mantenga gestionalmente la propria autonomia e giuridicamente ognuno sia una società indipendente.
Il nome deriva dal motto olandese "Door Eendrachtig Samenwerken Profiteren Allen Regelmatig" (it.: Attraverso la cooperazione armoniosa tutti traggono vantaggio con regolarità), il cui acronimo venne modificato in "De Spar" che in olandese significa "l'abete", da cui il marchio.

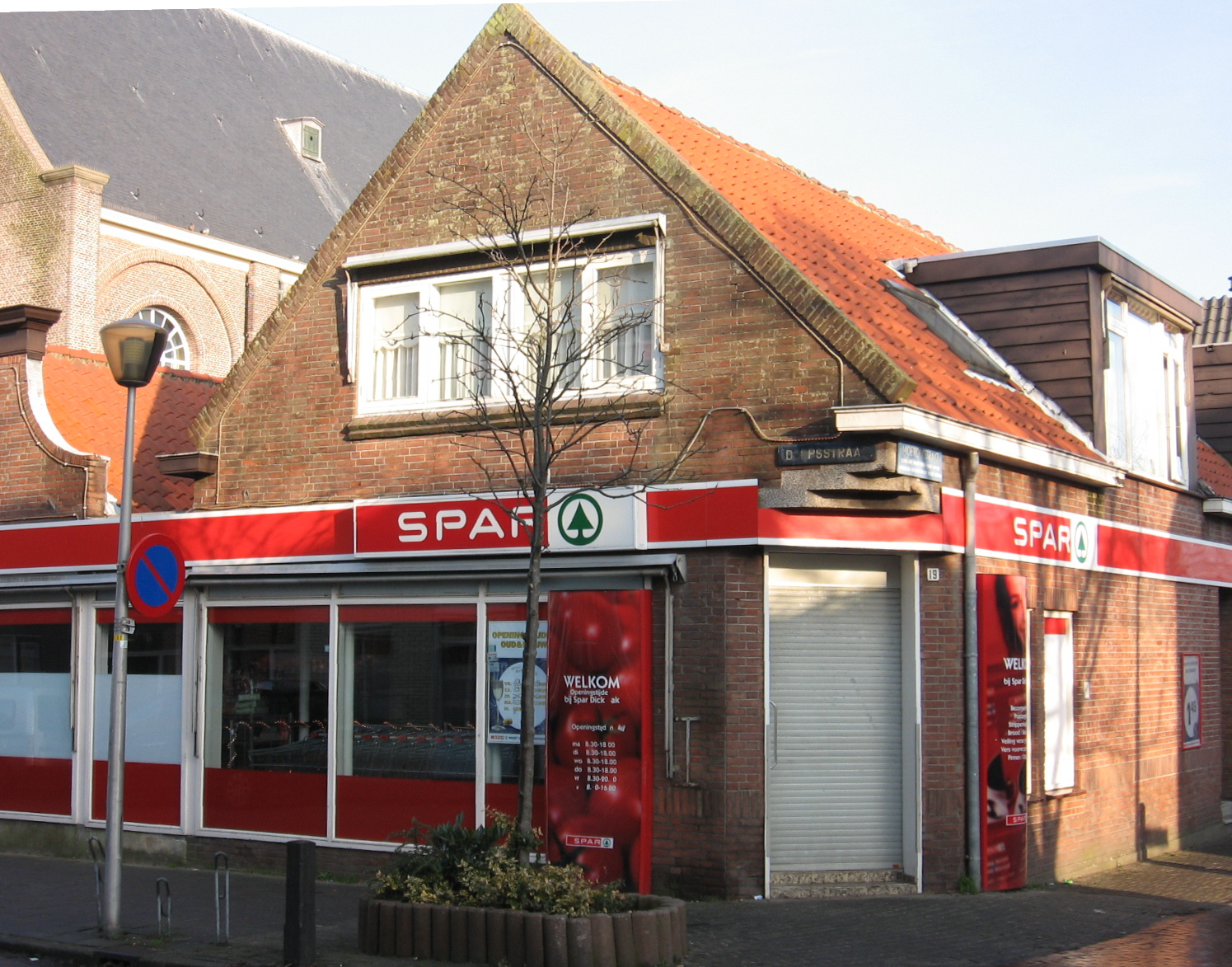
Un negozio Spar a Moerkapelle, Paesi Bassi

## Storia

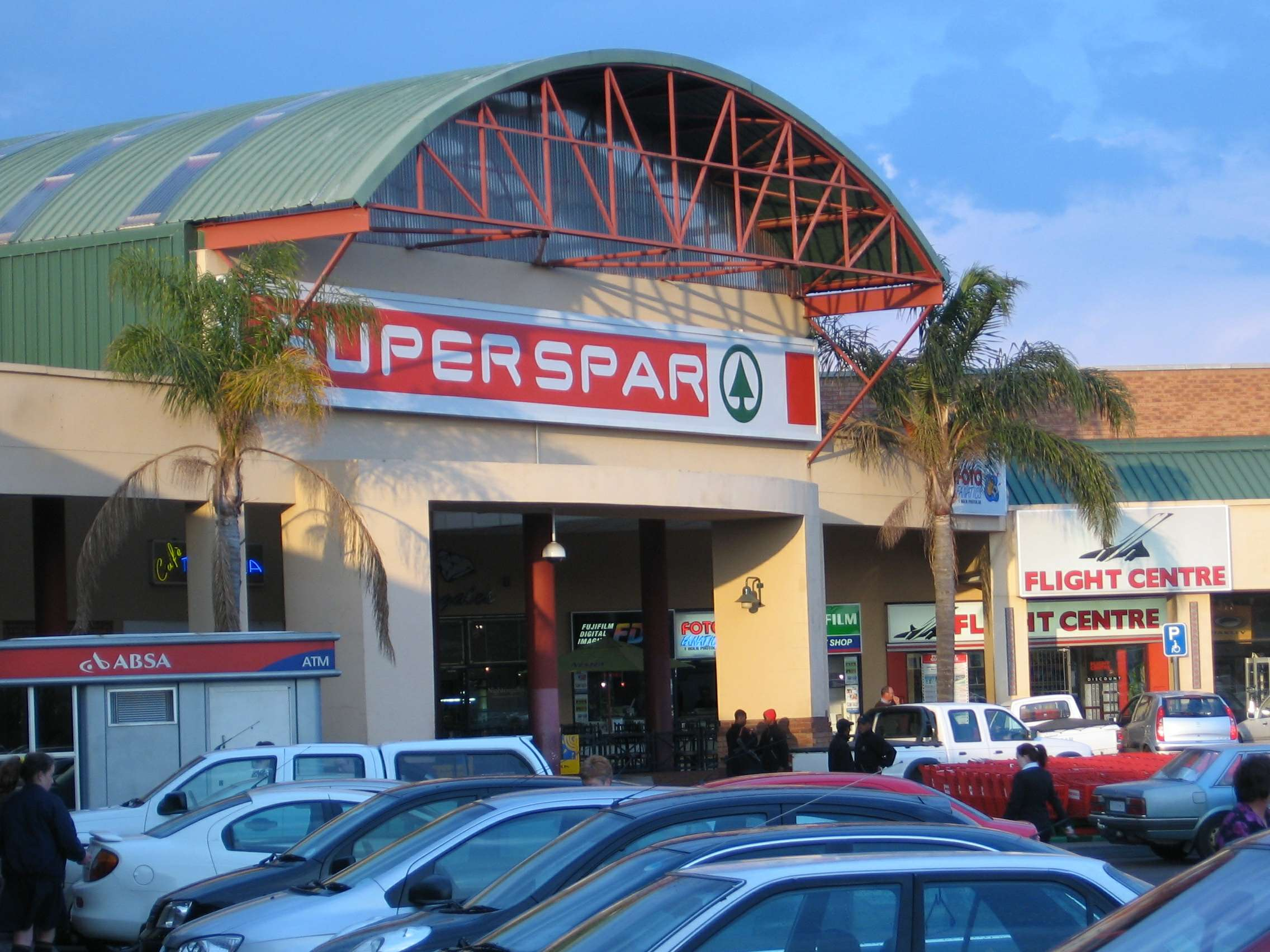
"Superspar" a Johannesburg, Sudafrica

La SPAR venne fondata nel 1932 da Adriaan van Well a Zoetermeer, nei Paesi Bassi, quando commercianti all'ingrosso e al dettaglio indipendenti si unirono per formare una catena commerciale su base volontaria. Dai Paesi Bassi il modello si sviluppò e si espanse velocemente durante gli anni cinquanta in Europa. Successivamente vennero formate organizzazioni SPAR anche in Africa, Estremo Oriente, Sudamerica, Australia e poi anche a Mosca.

## Consorzi

### Italia

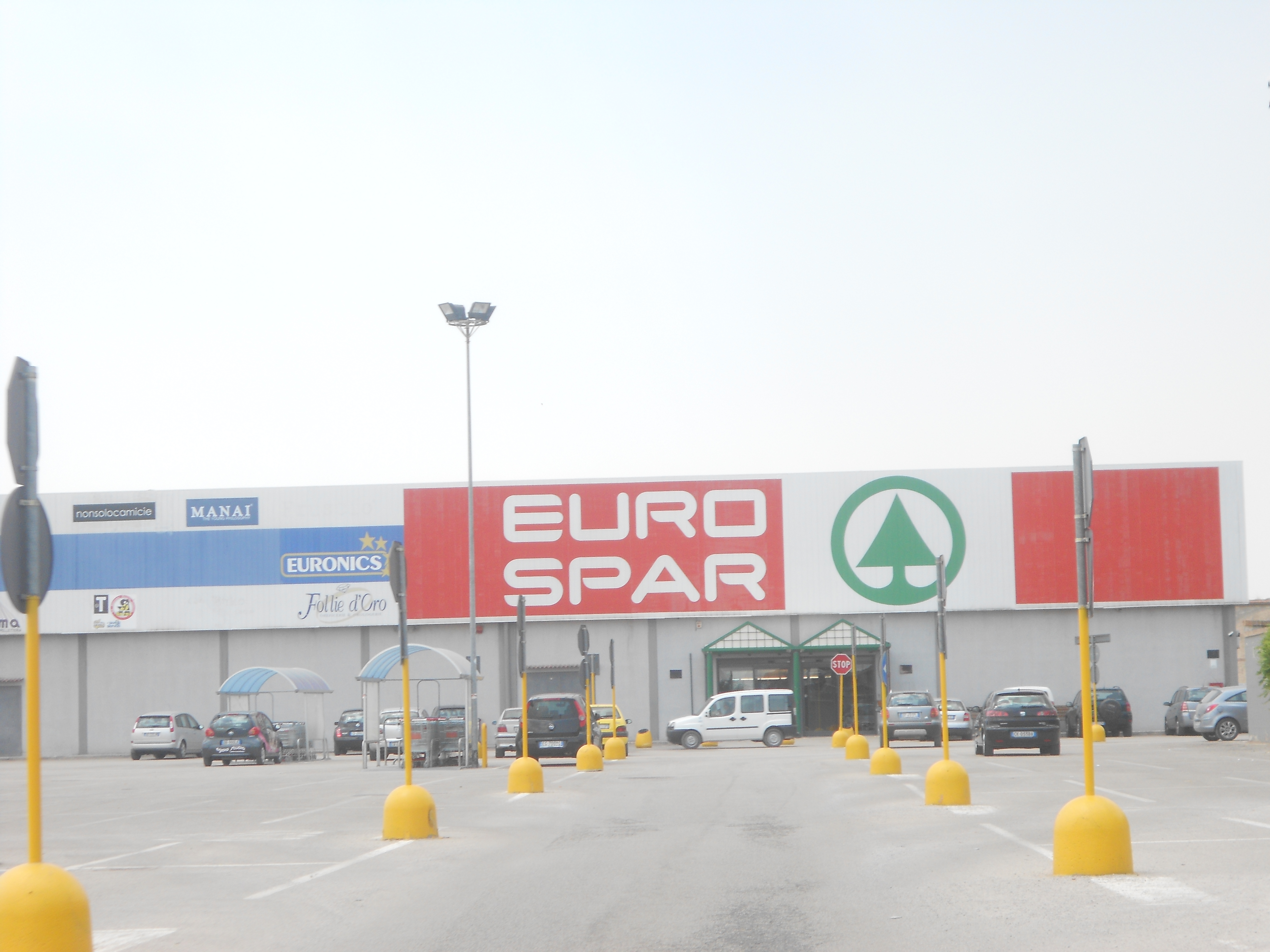
L'Eurospar di Lucera (FG)

Il marchio SPAR in Italia venne introdotto nel 1959 dalla società Miatello, Giordani, Puggina, Toffano guidata da Marino Puggina. Nel 1960 nasce il consorzio DESPAR Italia insieme alla SADAS Orsenigo di Seveso e, nel 1961, aderisce al consorzio anche la Amonn di Bolzano. Il primo supermercato a insegna DESPAR venne aperto nel 1960.
Despar in Italia è formata dalle seguenti società, concessionarie dei vari marchi SPAR nelle diverse aree del territorio italiano:
- Centro 3A Spa operante in Piemonte, Liguria, Valle d'Aosta e le province di Pavia e Varese (da gennaio 2020).
- Aspiag Service S.r.l. (Austria SPAR International AG) operante in Emilia-Romagna, Friuli-Venezia Giulia, Trentino-Alto Adige, Veneto e nelle province di Brescia, Como, Cremona e Milano. La stessa società, con sede legale in Svizzera per conto di Spar Austria e filiali nazionali (per l'Italia sede legale a Bolzano e sede operativa a Padova), opera anche in Slovenia, Croazia, Ungheria e Repubblica Ceca.
- Maiora S.r.l, operante in Abruzzo, Basilicata, Calabria, Campania, Lazio, Molise e Puglia nasce nel 2012 dall'accordo tra le società Ipa Sud s.p.a. di Barletta e Cannillo s.r.l. di Corato e, dal 21 luglio 2014, anche GAM SpA (Gruppo Alimentare Meridionale) di San Marco Argentano.
- Fiorino S.r.l. operante in Sicilia, nella provincia di Messina.
- Ergon Società Consortile a r.l., operante in Sicilia e in parte della Calabria dal 2013 nelle province di Ragusa, Agrigento, Catania, Caltanissetta, Enna, Palermo, Reggio Calabria, Trapani e Siracusa.
- SCS Supermercati Consorziati Sardegna S.c. a r.l., operante in Sardegna, dove gestisce il marchio Despar ed Eurospar, con sede a Selargius.[1]

#### Affiliazioni cedute
- Aligrup, operante in Sicilia. Questa sede disponeva anche di un sito di e-commerce, SpesaSicilia. La Aligrup Spa successivamente ha dichiarato fallimento a inizio anni 2000, è attualmente in corso un'indagine per presunta bancarotta fraudolenta.[2][3]
- Gruppo 6 GDO operante in Sicilia, posto sotto amministrazione controllata, dopo l'arresto dell'imprenditore Giuseppe Grigoli per concorso esterno in associazione mafiosa. Dal 2014 è in fase di liquidazione.
- C.a.d.l.a., nel Lazio, che ha ceduto i suoi punti vendita a Coop.
- DueGi, in Toscana, che ha ceduto i suoi supermercati a Conad.
- L'Alco in Lombardia è uscita dal Consorzio Despar a luglio 2021, cedendo di tutti i punti vendita a Migross e Conad. Ad agosto 2023, il Tribunale di Brescia ne ha dichiarato il fallimento.[4][5]

#### Insegne SPAR in Italia
- "Despar": è il supermercato di quartiere di piccole dimensioni, fino a circa 800 m². Spesso sono punti vendita in franchising o affiliati.
- "Eurospar": è il supermercato di media metratura, la cui superficie varia tra gli 800-1.000 e 2.500 m², solitamente sopra i 1.500 m² sono considerati superstore. La loro collocazione è generalmente all'interno di centri urbani o in prima periferia.
- "Interspar": è il supermercato di grande metratura, più simile a un ipermercato, la cui superficie è superiore ai 2.500 m² e solitamente sono situati nelle periferie delle città, nei centri commerciali e fuori dai centri urbani.

Inoltre Maiora utilizza per alcuni ipermercati il marchio "Iperspar" (in via di dismissione in favore del più comune "Interspar") e il gruppo Ergon utilizza l'insegna "Maxisconto" in alcuni PV in caso di sovrapposizione territoriale con altri concessionari Spar.

### Svizzera
SPAR Svizzera ha sede a San Gallo/Gossau e opera con il marchio SPAR dal 1989. Oggi gestisce circa 150 mercati a marchio SPAR.

### Slovenia
Anche SPAR Slovenia viene gestito dal 1992 dalla struttura sovranazionale di ASPIAG come nel Triveneto.

### Croazia
Il marchio SPAR è sbarcato in Croazia grazie alla struttura di ASPIAG nel 2005 con l'apertura di un ipermercato a Zara. Altre aperture hanno riguardato le città di Sisak e Zagabria.
Nel 2009 Spar Hrvatska rileva i 4 ipermercati croati di Hipermarketi Coop (gruppo Coop Consumatori Nordest).
| Anno | Paese       | Anno | Paese     | Anno | Paese     |
| ---- | ----------- | ---- | --------- | ---- | --------- |
| 1932 | Paesi Bassi | 1963 | Sudafrica | 1992 | Ungheria  |
| 1947 | Belgio      | 1963 | Irlanda   | 1992 | Rep. Ceca |
| 1953 | Germania    | 1966 | Zimbabwe  | 1994 | Australia |
| 1954 | Danimarca   | 1969 | Grecia    | 1995 | Polonia   |
| 1954 | Austria     | 1977 | Giappone  | 1997 | Lituania  |
| 1955 | Francia     | 1982 | Argentina | 2000 | Russia    |
| 1956 | Regno Unito | 1984 | Norvegia  | 2000 | Mauritius |
| 1959 | Spagna      | 1989 | Svizzera  | 2002 | Cipro     |
| 1959 | Italia      | 1990 | Svezia    | 2002 | Ucraina   |
| 1962 | Finlandia   | 1992 | Slovenia  | 2005 | Cina      |
|      |             |      |           | 2005 | Croazia   |

## Logo

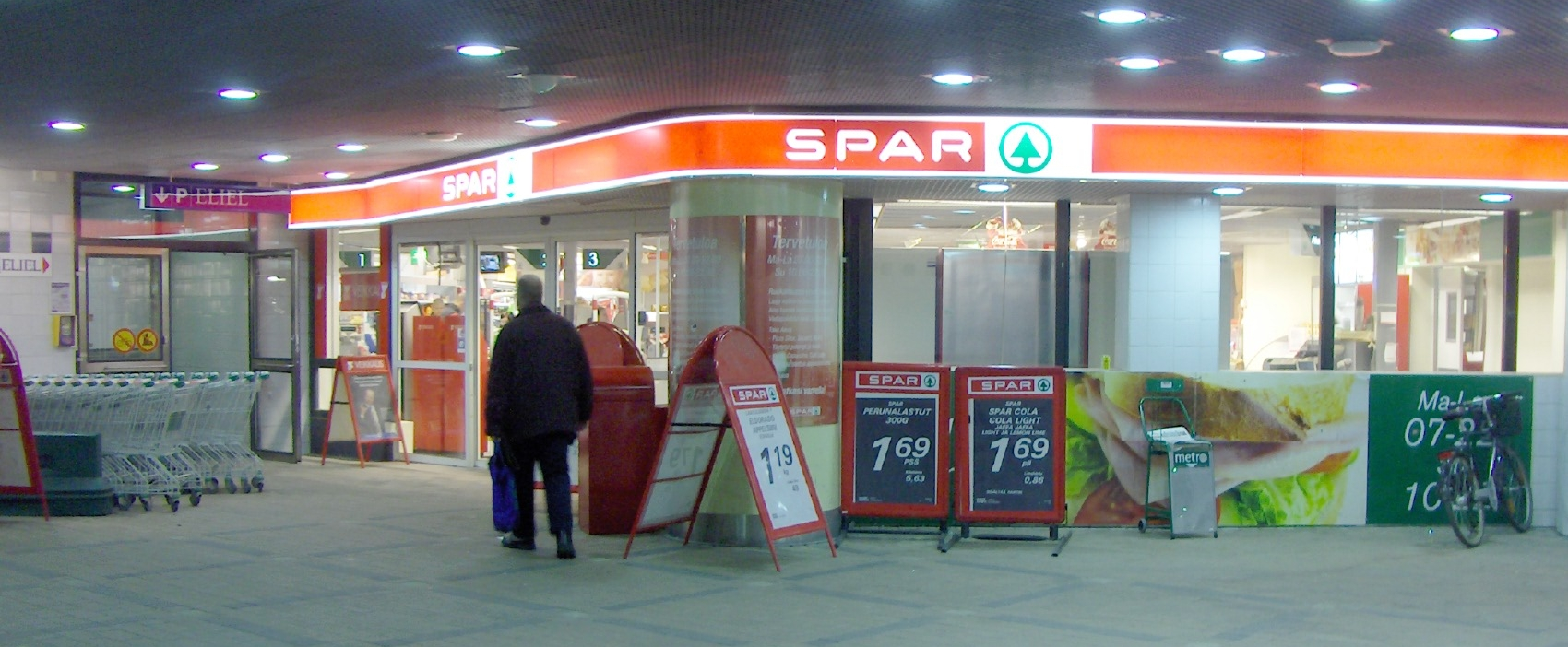
La tipica insegna SPAR con il logo ad Helsinki, Finlandia

Il logo dell'azienda è composto da un abete verde all'interno di un cerchio che corrisponderebbe al significato di "De Spar" in olandese. Il logo è stato più volte modificato.
L'attuale forma del logo fu creata dal designer Raymond Loewy nel 1968. Il marchio è formato da tre elementi base:
- una fascia rossa (con la scritta SPAR)
- seguita dal logo verde
- su sfondo bianco

Come colori base furono scelti il rosso, il verde e il bianco, poiché questi colori esprimerebbero pulizia e freschezza.

## Dati di struttura nel 2005
| Paese           | Volume d'affari (migliaia di €) | Esercizi | Superficie (m²) | superficie media m²/esercizio |
| --------------- | ------------------------------- | -------- | --------------- | ----------------------------- |
| Albania         | -                               | 2        | -               | -                             |
| Austria         | 4.156.400                       | 1.434    | 949.114         | 662                           |
| Germania        | 3.519.925                       | 1.549    | 747.750         | 483                           |
| Regno Unito     | 3.393.612                       | 2.707    | 368.351         | 136                           |
| Italia          | 3.304.738                       | 1.801    | 684.202         | 380                           |
| Sudafrica       | 2.729.358                       | 732      | 650.843         | 889                           |
| Norvegia        | 1.134.644                       | 348      | 173.311         | 498                           |
| Giappone        | 1.131.351                       | 723      | 148.201         | 205                           |
| Spagna          | 1.093.944                       | 1.476    | 379.489         | 257                           |
| Irlanda         | 1.092.000                       | 428      | 109.201         | 255                           |
| Danimarca       | 840.279                         | 522      | 140.181         | 269                           |
| Finlandia       | 735.000                         | 292      | 166.163         | 569                           |
| Ungheria        | 797.519                         | 168      | 201.801         | 1.201                         |
| Francia         | 657.125                         | 788      | 195.935         | 249                           |
| Belgio          | 626.307                         | 373      | 141.037         | 378                           |
| Grecia          | 554.960                         | 162      | 113.906         | 703                           |
| Slovenia        | 493.263                         | 55       | 88.597          | 1.611                         |
| Paesi Bassi     | 362.012                         | 311      | 89.632          | 288                           |
| Repubblica Ceca | 361.835                         | 139      | 120.526         | 867                           |
| Svizzera        | 279.634                         | 148      | 54.523          | 370                           |
| Russia          | 201.792                         | 41       | 29.850          | 718                           |
| Svezia          | 130.353                         | 32       | 25.250          | 789                           |
| Botswana        | 70.846                          | 24       | 16.896          | 704                           |
| Namibia         | 61.286                          | 23       | 18.806          | 818                           |
| Polonia         | 52.671                          | 47       | 12.016          | 256                           |
| Australia       | 34.119                          | 40       | 15.685          | 392                           |
| Ucraina         | 30.045                          | 12       | 10.520          | 877                           |
| Croazia         | 20.003                          | 1        | 4.065           | 4.065                         |
| Zimbabwe        | 19.891                          | 83       | 35.137          | 423                           |
| Mauritius       | 17.482                          | 5        | 4.500           | 900                           |
| Zambia          | 8.597                           | 2        | 4.500           | 2.25                          |
| Cina            | 7.155                           | 3        | 17.000          | 5.667                         |
| India           | 2.069                           | 1        | 251             | 251                           |
| Totale          | 27.920.206                      | 14.470   | 5.717.539       | 395                           |